# Дитяча книга (роман Бориса Акуніна)
«Дитяча книга»(рос. Детская книга) — перша книга російського письменника Бориса Акуніна  серії«Жанри», що вийшла в 2005 році.

## Анотація
29 вересня 2006 року Ластік Фандорін, син магістра Ніколаса Фандоріна, що діє в серії «Пригоди магістра», потрапив у історію. Юний Ластік — найменший у шостому ліцейському класі хлопчик — покликаний здійснити нечуваний подвиг: відправитися в минуле через «хронодіру». На всьому білому світі тільки Ластік здатен виправити те, що накоїв під час хрестових походів його дальній предок — лицар Тео фон Дорн…

## Персонажі
- Ластік — головний герой
- Професор Ван Дорн — дальній родич Ластіка, нащадок позашлюбного сина Корнеліуса фон Дорна, прабатька Фандоріних
- Тео де Дорн — предок головного героя, лицар-хрестоносець Першого хрестового походу, засновник роду фон Дорнів
- Дьяболо Дьяболіні — цирковий артист, шахрай, орудує в парі з навідницею Іветтою Карлівною
- Борис Годунов — російський цар, вибраний народом (1598—1605)
- Лжедмитрій I — російський цар-узурпатор (1605—1606)
- Магдаітіро — безстатева істота з майбутнього (зібрана з професора Магди Дженкінс і лікаря Ітіро Ямади). Позбавлена міміки і вважає гарним тоном посилати слова напряму співрозмовнику, минаючи мовлення. Живе в нудному й безпечному світі вчених, що пальцем не поворухнули для порятунку людства.

## Факти
- За версією роману, Лжедмитрій I є піонером із 1960-х років, який перенісся в минуле через хронодіру в печері. («— Із 2006-го? — ахнув піонер Юрка. — Здоровсько! А я з шістдесят сьомого, тища дев'ятсот. Теж провалився в цю, як ти її назвав?») Причому, виходячи з того, що в 1969 році Юрій навчався в п'ятому класі, виходить, що він є майже ровесником самого Акуніна, що народився в 1956 році.
- У книзі, усупереч реальності, Лжедмитрію щастило в польових боях із Мстиславським. У реальності польові бої самозванець програвав, перемігши завдяки підтримці жителів чернігівських міст і зраді армії Басманова.
- У книзі зустрічається алхімік Едвард Келлі, що пристрасно бажає отримати «Яблуко». В історії був алхімік Едвард Келлі, але він помер у 1597 році, а дія відбувається в 1606 році.
- У романі зустрічається ім'я Ян Казимирович. Так само звуть головного героя п'єси Акуніна «Інь і Ян».
- Коли Ластік потрапляє в початок ХХ століття й приходить додому до Ераста Петровича Фандоріна з проханням про допомогу, Маса каже йому, що Фандорін у від'їзді. У романі 2012 року «Чорне місто» Ераст Петрович повертається з півдня, і Маса розповідає, що Фандоріна шукав якийсь хлопчик, дуже на нього схожий. Вочевидь, мова йшла як раз про Ластіка.
- У 2012 році вийшло продовження «Дитячої книги», написане Глорією Му за сценарієм Бориса Акуніна й назване «Дитяча книга для дівчат»[1].